# Russula amoenipes
Russula amoenipes är en svampart som först beskrevs av Romagn. ex Bon, och fick sitt nu gällande namn av Bidaud, Moënne-Locc. & Reumaux 1996. Russula amoenipes ingår i släktet kremlor och familjen kremlor och riskor.   Inga underarter finns listade i Catalogue of Life.